# Benedetto da Maiano

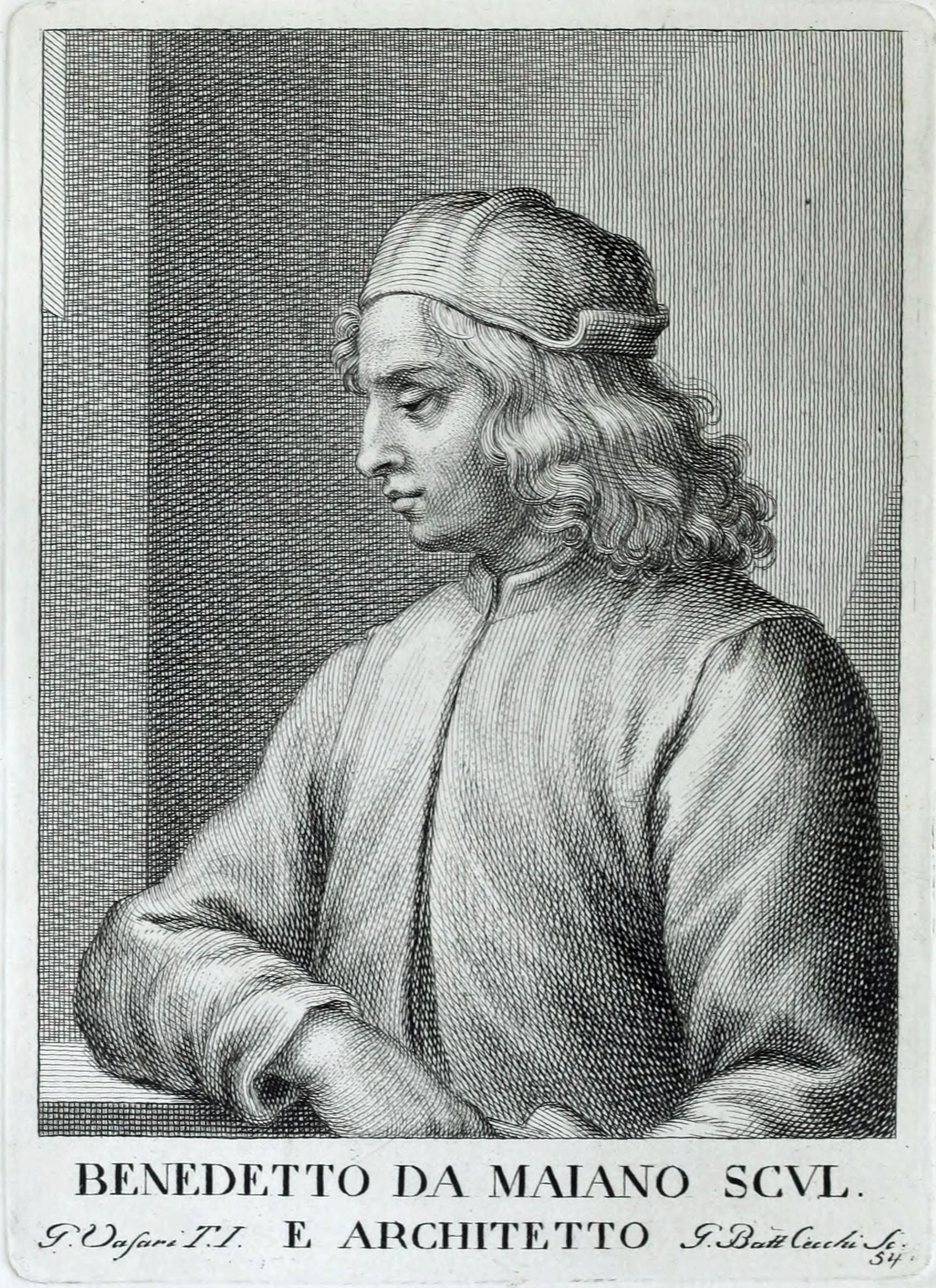
Benedetto da Maiano

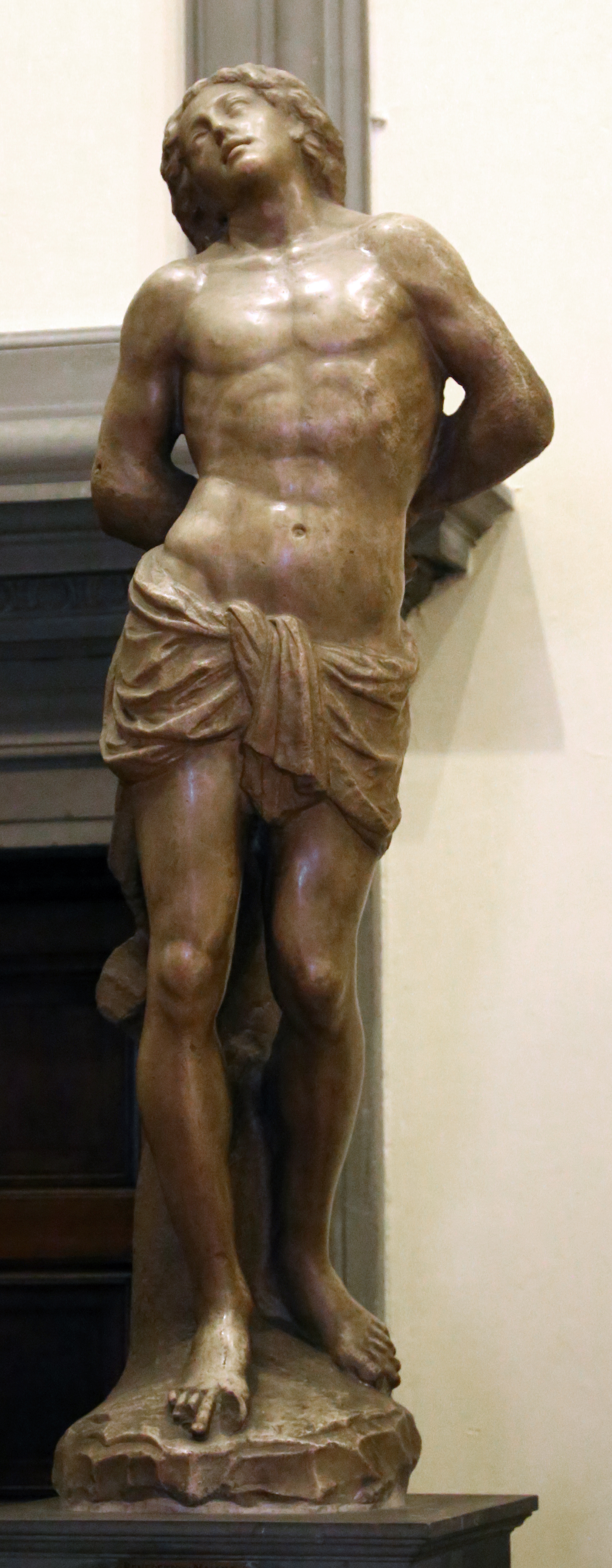
Benedetto da Maiano

Benedetto da Maiano (Florence, 1442 - aldaar, 1497) was een Italiaans beeldhouwer uit de vroegrenaissance.
Maiano begon als compagnon van zijn broer, de architect Giuliano da Sangallo (1443-1516). Rond zijn dertigste komt hij in de leer bij de beeldhouwer Antonio Rossellino. Hij leert hier het vak van marmer bewerken en groeit uit tot een van de belangrijkste beeldhouwers van de 15e eeuw. 
Zijn vroege werken zijn kleinere opdrachten zoals een schrijn voor de kathedraal van Faenza. Ook maakte hij enkele portretbustes. Zijn meesterwerk was echter de marmeren preekstoel in de Santa Croce te Florence. Hierop zijn scènes uit het leven van de heilige Franciscus weergegeven. 
In de jaren 80 van de 15e eeuw werkt hij in onder andere Napels aan werk van zijn overleden meester. Zijn stijl van beeldhouwen had een grote invloed op de stijl in de omgeving van Napels. In Florence werkte hij in deze periode met zijn broer aan de bouw van het Palazzo Strozzi en de tombe van Filippo Strozzi in de Santa Maria Novella. Hij maakte ook een borstbeeld van deze bankier.
- Bibliothèque nationale de France: cb12474587t (data)
- Gemeinsame Normdatei: 118841270
- International Standard Name Identifier: 0000 0001 1771 8973
- KulturNav: a110286d-8bb4-4038-a45b-20965e0aea84
- Library of Congress Control Number: nr89004596
- Nationale Bibliotheek van Tsjechië: jo2016900434
- Nationale Bibliotheek van Israël: 987007442572605171
- Nederlandse Thesaurus van Auteursnamen: 080437966
- RKD-Nederlands Instituut voor Kunstgeschiedenis: 6453
- Istituto Centrale per il Catalogo Unico: CFIV148432
- SNAC: w6wx1bms
- Système universitaire de documentation: 033939446
- Union List of Artist Names: 500006675
- Virtual International Authority File: 79111184
- WorldCat: E39PBJyhhTB4WrvXfCqYDyJxDq